# Соколов Олександр Сергійович (музикознавець)
Олександр Сергійович Соколов (8 серпня 1949, Ленінград, РРФСР) — радянський і російський музикознавець та педагог. Міністр культури та масових комунікацій Російської Федерації в 2004—2008 роках, професор та ректор Московської державної консерваторії ім. П. І. Чайковського, завідувач кафедри теорії музики, доктор мистецтвознавства. Член Спілки композиторів Росії. Заслужений діяч мистецтв Російської Федерації (1999). Член президії Російської загальнонаціональної секції ІСМЕ (з 2009).. З 26 липня 2010 — член Патріаршої ради з культури (Російська православна церква).

## Біографія
Народився 1949 року в Ленінграді. Виховувався в будинку діда, відомого російського письменника І. С. Соколова-Микитова. В 1964—1967 роках — учень Середньої спеціальної музичної школи ім. Гнєсіних (спеціалізація: скрипка-альт), яку закінчив зі срібною медаллю. В 1967—1968 навчався на теоретичному відділенні Музичного училища при Московській консерваторії. У 1968—1973 — на теоретико-композиторському факультеті Московської консерваторії, яку закінчив з відзнакою. У 1974—1979 продовжив навчання в аспірантурі при Московській консерваторії. У числі консерваторських наставників А. С. Соколова — В. П. Бобровський, І. В. Лаврентьєва, Є. В. Назайкінський.
У 1980 — захистив кандидатську дисертацію на тему: «Про роль звукового матеріалу в системі музичних засобів» (присвоєно вчений ступінь кандидата мистецтвознавства). В 1992 — докторську дисертацію на тему: «Музична композиція XX століття: діалектика творчості» (присвоєно вчений ступінь доктора мистецтвознавства).

### Адміністративна діяльність в Московській консерваторії
- 1983—1988 — секретар партійного бюро.
- 1992—2001 — проректор з наукової роботи.
- з 1996 — завідувач кафедри теорії музики.
- 2000—2001 — виконувач обов'язків ректора.
- 2001—2004 та з 2009 — ректор.

У 2004 залишив посаду ректора у зв'язку з призначенням на посаду Міністра культури та масових комунікацій Російської Федерації. \

З 2006 року — голова вченої ради Московської консерваторії.
У 2009 знову обраний ректором Московської консерваторії.

### Творча та науково-практична діяльність
З ініціативи А. С. Соколова в Московській консерваторії введені нові програми навчання для аспірантів оркестрового, диригентсько-хорового факультетів, спеціально орієнтовані на проблематику сучасної музики, створені нові творчі колективи (серед яких Камерний хор Московської консерваторії).
Протягом багатьох років О. С. Соколов веде музично-критичну, просвітницьку та організаторську роботу як член Спілки композиторів та Музфонду Росії.
О. С. Соколов є почесним доктором ряду найбільших університетів Європи, Японії та Південної Кореї, дійсним членом ряду російських та міжнародних академій, бере участь у роботі експертних рад і великих благодійних фондів, виступає з доповідями на наукових симпозіумах та конференціях, бере участь у журі та оргкомітету ряду міжнародних музичних конкурсів (серед них Міжнародний конкурс піаністів ім. С. В. Рахманінова, США, Міжнародний конкурс ім. П. І. Чайковського, Росія, Міжнародний юнацький конкурс ім. П. І. Чайковського, Японія).
Лауреат Державної премії Російської Федерації в галузі літератури та мистецтва (за музично-просвітницьку програму «Академія музики — нове передвижництво», 2004).
Лауреат міжнародної громадської премії «Почесний меценат та Благодійник Світу — 2005».

## Громадська діяльність
У березні 2014 року разом з іншими російськими культурними діячами підписав листа на підтримку позиції президента Росії щодо російської військової інтервенції в Україну.
Це не завадило О. Соколову мати статус почесного професора Національної музичної академії України, який він отримав у 2013 році аж до березня 2022, коли повномасштабне вторгнення Росії в Україну спонукало вчену раду НМАУ ухвалити рішення про позбавлення О. Соколова почесного звання. 

## Наукові праці
Основна сфера наукових інтересів Соколова-музикознавця — сучасна музична культура та проблеми аналізу музики XX століття. Цій тематиці присвячено понад п'ятдесят наукових робіт, в яких висвітлюються нові аспекти взаємозв'язків музики з філософією та естетикою, психологією і семіотика, з музичною акустикою.
Серед опублікованих книг:
- Музыкальная композиция XX века: диалектика творчества. М., 1992.
- Переведена на исп. язык: Composición musical en el siglo XX. Dialéctica de la creación. Granada. España, 2005).
- Музыка вокруг нас. М., 1996.
- Введение в музыкальную композицию XX века. М., 2004.
- Теория современной композиции. М., 2005.

## Нагороди та звання
- Заслужений діяч мистецтв Російської Федерації (1999).
- Лауреат Державної премії Російської Федерації в галузі літератури та мистецтва (2005).
- Лауреат міжнародної громадської премії «Почесний меценат та Благодійник Світу — 2005».
- Орден Середнього хреста із зіркою Угорської республіки (Угорщина, 2006).
- Орден преподобного Сергія Радонезького II ступеня (РПЦ, 2006).
- Орден «За відродження Росії. XXI століття» (2007).
- Орден Святителя Інокентія II ступеня (2007).
- Заслужений діяч культури Республіки Бурятія (2007)
- Почесна грамота Президента Російської Федерації (2009).
- Пам'ятна медаль «100 років з дня народження великого російського письменника, лауреата Нобелівської премії М. А. Шолохова» (Міністерство культури та масових комунікацій Російської Федерації, 9 червня 2005) — за активну участь у підготовці та проведенні ряду заходів, присвячених святкуванню 100-річчя з дня народження М. А. Шолохова[7]